# Jerry Coyle
Jerry Coyle (geb. vor 1987) ist ein US-amerikanischer Filmschauspieler, Filmproduzent und Schauspiellehrer, der an verschiedenen Schauspielschulen und Hochschulen in den USA, Deutschland, Österreich und dem Kosovo unterrichtet. Er leitet außerdem regelmäßig Seminare und Workshops. Als Schauspieler war Jerry Coyle unter anderem in verschiedenen Broadway-Inszenierungen zu sehen. Seine bislang größte Rolle spielte er in Robert De Niros Film Der gute Hirte (2006).

## Filmografie
- 2006: Der gute Hirte
- 2008: In Between (Kurzfilm)
- 2011: Extinction: The G.M.O. Chronicles
- 2014: Look 4 Them
- 2017: Skybound
- 2017: Milla: The Movie

## Lehrtätigkeit
- Weist-Barron School of Film and Television NY (seit 1978)
- Connecticut School of Broadcasting Tampa FL (seit 1994)
- Film Acting School Köln (seit 1996)
- Filmschule Wien (seit 2002)
- Skena Up Film and Theatre Festival – Pristina, Kosovo (seit 2007)